# Teste de Bial
O teste de Bial é um teste químico para detectar a presença de pentoses. Foi nomeado em homenagem a Manfred Bial, um médico alemão. Os componentes do reagente de Bial, solução usada no teste, são orcinol, ácido clorídrico e cloreto férrico. Caso haja pentose na amostra analisada, ela é desidratada a furfural, que, então, reage com o orcinol para gerar uma substância colorida. A solução fica azulada e pode formar-se um precipitado. O espectro dessa solução mostra duas bandas de absorção, uma no vermelho entre as linhas B e C de Fraunhofer e a outra perto da linha D.

## Composição do reagente de Bial
Um exemplo de amostra do reagente de Bial consiste em 0,4 g de orcinol, 200 ml de ácido clorídrico concentrado e 0,5 ml de uma solução de cloreto férrico 10%. O teste de Bial é usado para distinguir pentoses de hexoses; essa distinção é baseada na cor que se obtém na presença de orcinol e cloreto de ferro (III). Furfural de pentoses dá uma cor azul ou verde. O hidroximetilfurfural proveniente de hexoses pode dar uma solução marrom-lama, amarela ou cinza, o que é facilmente distinguível da cor azul das pentoses.

## Versão quantitativa
O teste pode ser realizado como um teste colorimétrico quantitativo usando um espectrofotômetro. Fernell e King publicaram um procedimento para determinação simultânea de pentoses e hexoses a partir de medições em dois comprimentos de onda. Várias versões desse teste são amplamente utilizadas para uma rápida determinação química de RNA; nesse contexto, o procedimento é normalmente denominado teste do orcinol.